# Depressaria olerella
Depressaria olerella — вид лускокрилих комах родини плоских молей (Depressariidae).

## Поширення
Вид поширений в Європі, за винятком Нідерландів, Ірландії, Піренейського півострова і частини Балкан. Присутній у фауні України.

## Опис
Розмах крил 20-23 мм.

## Спосіб життя
Імаго літають з березня по жовтень. Личинки живляться листям та суцвіттям деревію звичайного, пижма звичайного, пижма щиткового і жовтозілля. Вони живуть між листям, закрученими докупи шовком.